# Pierluigi Martini

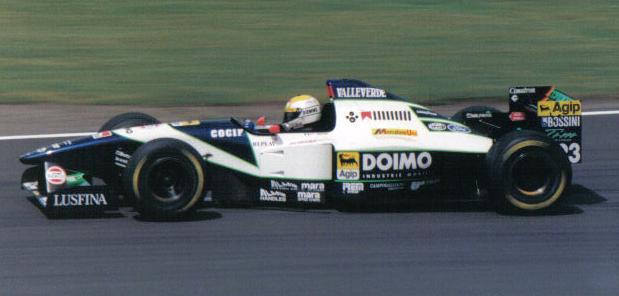
Pierluigi Martini i Minardi under Storbritanniens Grand Prix 1995.

Pierluigi Martini, född 23 april 1961 i Lugo di Romagna, är en italiensk racerförare. 

## Racingkarriär
Martini vann Europeiska F3-mästerskapet 1983 i en Ralt-Alfa Romeo. Han siktade mot Formel 1 och försökte kvalificera sig i en Toleman-Hart till Italiens Grand Prix 1984, men misslyckades. Året efter började han tävla för Minardi men han var för oerfaren för att fortsätta, varför han tog ett steg tillbaka och körde formel 3000 under drygt två säsonger.
Därefter kom han tillbaka till Minardi och lyckades erövra stallets första mästerskapspoäng, vilket han gjorde genom sjätteplatsen i USA:s Grand Prix 1988. 1991 nådde han sina bästa resultat genom fjärdeplaceringar i San Marino och Portugal. Efter en säsong i BMS Scuderia Italia körde han ytterligare tre säsonger för Minardi varefter hans F1-karriär var slut.
1999 vann Pierluigi Martini tillsammans med Yannick Dalmas och Joachim Winkelhock sportvagnsloppet Le Mans 24-timmars i en BMW V12 LMR.

## F1-karriär
| Säsong | Stall/Tillverkare                     | Poäng | Placering |
| ------ | ------------------------------------- | ----- | --------- |
| 1984   | Toleman-Hart                          | 0     | –         |
| 1985   | Minardi-Ford Minardi-Motori Moderni   | 0     | –         |
| 1988   | Minardi-Ford                          | 1     | 16        |
| 1989   | Minardi-Ford                          | 5     | 15        |
| 1990   | Minardi-Ford                          | 0     | –         |
| 1991   | Minardi-Ferrari                       | 6     | 11        |
| 1992   | BMS Scuderia Italia (Dallara-Ferrari) | 2     | 15        |
| 1993   | Minardi-Ford                          | 0     | –         |
| 1994   | Minardi-Ford                          | 4     | 21        |
| 1995   | Minardi-Ford                          | 0     | –         |